# Time of Despair
Time of Despair je třetí album od finské gothic-alternative metalové kapely Entwine.

## Seznam skladeb
1. „Stream of Life“ - 4:25
2. „The Pit“ - 3:44
3. „Nothing Left to Say“ - 3:40
4. „Safe In a Dream“ - 5:58
5. „Burden“ - 3:52
6. „Falling Apart“ - 4:44
7. „Until the End“ - 6:50
8. „Learn to Let Go“ - 4:27
9. „Time of Despair“ - 5:25
10. „Tonight“ - 4:04
11. „Tears Are Falling“ - 3:55